# Attunga
Attunga är en by (locality) i Tamworth Regional Council i New South Wales i Australien. Folkmängden uppgick till 769 år 2011.

## Kommunikationer

### Järnväg
Attunga är belägen på den nedlagda järnvägsbanan West Tamworth-Barraba railway line.

### Väg
Attunga är belägen på landsvägen Fossickers Way.

### Befolkningsutvecklingskällor
- Australian Bureau of Statistics. ”2006 Census QuickStats : Attunga (State Suburb)” (på engelska). https://www.abs.gov.au/census/find-census-data/quickstats/2006/SSC16107. Läst 22 maj 2012.
- Australian Bureau of Statistics. ”2011 Census QuickStats: Attunga” (på engelska). https://www.abs.gov.au/census/find-census-data/quickstats/2011/SSC10069. Läst 4 augusti 2012.